# Vladimir Kazatchionok
Vladimir Aleksandrovitch Kazatchionok (en russe : Владимир Александрович Казачёнок), né le 6 septembre 1952 à Kolpino et mort le 26 mars 2017 à Saint-Pétersbourg, est un footballeur international soviétique devenu entraîneur.

## Biographie
Vladimir Kazatchionok joue en faveur du Zenit Leningrad et du Dynamo Moscou. 
Il dispute 254 matchs en première division soviétique, inscrivant 78 buts. Il inscrit 16 buts en championnat en 1979, puis à nouveau 16 buts en 1981.
Au sein des compétitions européennes, il joue quatre matchs en Coupe de l'UEFA (un but), et huit matchs en Coupe des coupes (quatre buts). Il est demi-finaliste de la Coupe des coupes en 1978 avec le Dynamo Moscou.
Son palmarès est constitué d'un titre de champion d'URSS, et d'une Coupe d'URSS.
En décembre 1976, Vladimir Kazatchionok honore sa première sélection en amical face au Brésil. Puis en octobre 1979, il joue un second match contre la Finlande, lors des éliminatoires de l'Euro 1980.

## Palmarès
Dynamo Moscou
- Champion d'Union soviétique au printemps 1976.
- Vainqueur de la Coupe d'Union soviétique en 1977.